# Изотов, Даниил Алексеевич
Дании́л Алексе́евич Изо́тов (укр. Данило Олексійович Ізотов; род. 8 января 2004, Запорожье) — украинский футболист, защитник клуба «Ворскла».

## Биография
Родился в Запорожье, воспитанник академии местного «Металлурга». В преддверии старта сезона 2021/22 присоединился к «Ворскле». В составе полтавчан сначала выступал в юношеском чемпионате Украины. Впервые в заявку первой команды попал 14 мая 2023 года на победный (2:0) выездной поединок 26-го тура Премьер-лиги Украины против «Львова». Даниил просидел все 90 минут на скамейке запасных. В элите украинского футбола дебютировал уже в следующем сезоне, 6 августа 2023 года в проигранном (1:4) выездном поединке 2-го тура против львовского «Руха». Изотов вышел на поле на 87-й минуте вместо Тиаго Сантаны.